# 닥터 후의 등장인물 목록
다음은 영국 드라마 닥터 후에 등장하는 캐릭터들이다.

## 외계인 및 종족
- 타임로드
- 달렉
- 사이버맨
- 우는 천사
- 사일런스

## 로봇
- K-9 : 올드 시즌부터 등장한 미래형 로봇개, 닥터후 뉴 시즌 2 천재들의 학교(School Reunion)에서 등장한 이후 사라 제인 어드벤처에 등장한다.
- 천사 로봇 : 닥터후 2007년 크리스마스 스페셜 Voyage of the Damned(저주 받은 자들의 항해)에 등장한 로봇